# Musique de l'Air
La Musique de l'Air et de l'Espace est principalement connue pour son orchestre d'harmonie et plus anciennement pour son orchestre de batterie-fanfare. Elle dispose désormais d'un brass band et d'un big band de jazz. La Musique de l’Air est implantée sur la base aérienne 107 de Villacoublay en région parisienne.

## Histoire
La Musique de l'Air est créée en 1936 par le général Victor Denain, ministre de l'Air, et est constituée de musiciens professionnels issus des Conservatoires nationaux supérieurs de musique de Paris et de Lyon.
Initialement rattachée à l'Armée de l'air, elle est désormais rattachée à l’Armée de l'air et de l'espace depuis juillet 2019.
Le 8 mai 1936, la première audition de cette jeune formation a lieu à Lille sous la direction du capitaine Claude Laty, qui avait été le chef de musique du 46e régiment d'infanterie, dans le cadre des cérémonies à la mémoire du maréchal Foch.
Un an plus tard, la Musique de l'Air a donné cent cinquante concerts à travers toute la France.
Elle appartient à la famille des orchestres à vent français et participe à la création de nouvelles œuvres.

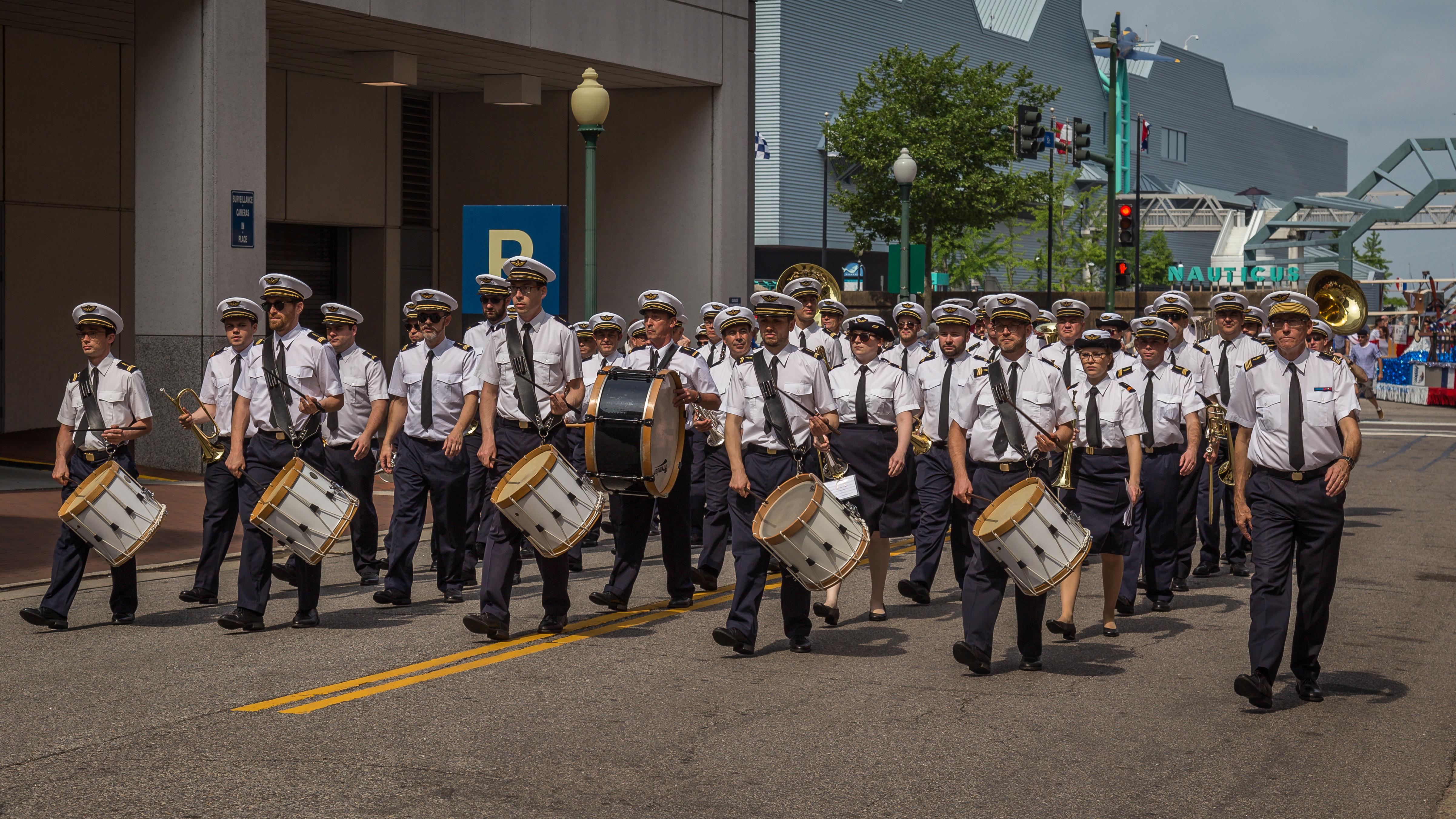
Fanfare à la 64e parade annuelle des Nations au Festival OTAN de Norfolk, 2017.

En 2017, elle participe à Norfolk (Virginie) aux commémorations du centenaire de l’entrée des États-Unis dans la Première Guerre mondiale aux côtés des alliés.
Le 16 septembre 2022, la Musique de l'Air est renommée Musique de l'Air et de l'Espace.

## Missions
Cette formation participe au protocole rendu aux plus hautes autorités de l’État ou aux autorités étrangères en visite officielle en France. Elle intervient au défilé militaire du 14 Juillet sur les Champs-Élysées à Paris. Son haut niveau de technicité, la polyvalence de ses musiciens et sa disponibilité lui permettent, outre les représentations officielles, d'assurer son rôle d'ambassadrice en France et dans le monde. Elle contribue au prestige de l'armée de l'air lors de prestations extérieures à caractère purement civil, telles que les concerts de gala, tant en France qu'à l'étranger. La musique de l’Air reste pourtant toujours au service des associations et tout particulièrement des associations caritatives.

## Formations

### Orchestre d'harmonie
L'orchestre d'harmonie de la Musique de l'Air regroupe toutes les familles d'instruments à vent. Son répertoire s'étend de la musique classique (transcriptions et créations), aux œuvres originales en passant par de la musique légère au jazz symphonique.
Cette formation a également effectué de nombreux enregistrements et se produit régulièrement en France et à l'étranger.
Sa notoriété lui permet d'être invitée dans les plus grands festivals français comme lors des "Folles journées" à Nantes et en région. 

#### Effectif
Variant selon les œuvres, l'effectif type, est le suivant :
- 3 flûtes (y compris piccolo),
- 3 hautbois (y compris cor anglais),
- 3 bassons,
- 20 clarinettes (dont 2 clarinettes solo, 2 petites clarinettes, et 2 clarinettes basses) organisées en 2 pupitres de 10,
- 8 saxophones (altos, ténors et barytons),
- 5 cors,
- 8 trompettes (dont cornets et bugles),
- 6 trombones (dont trombone basse),
- 4 euphoniums ou saxhorn,
- 3 tubas,
- 2 contrebasses à cordes
- 6 percussionnistes

En 2011, l'orchestre comprend 71 musiciens.

### Brass band ou Orchestre de cuivres

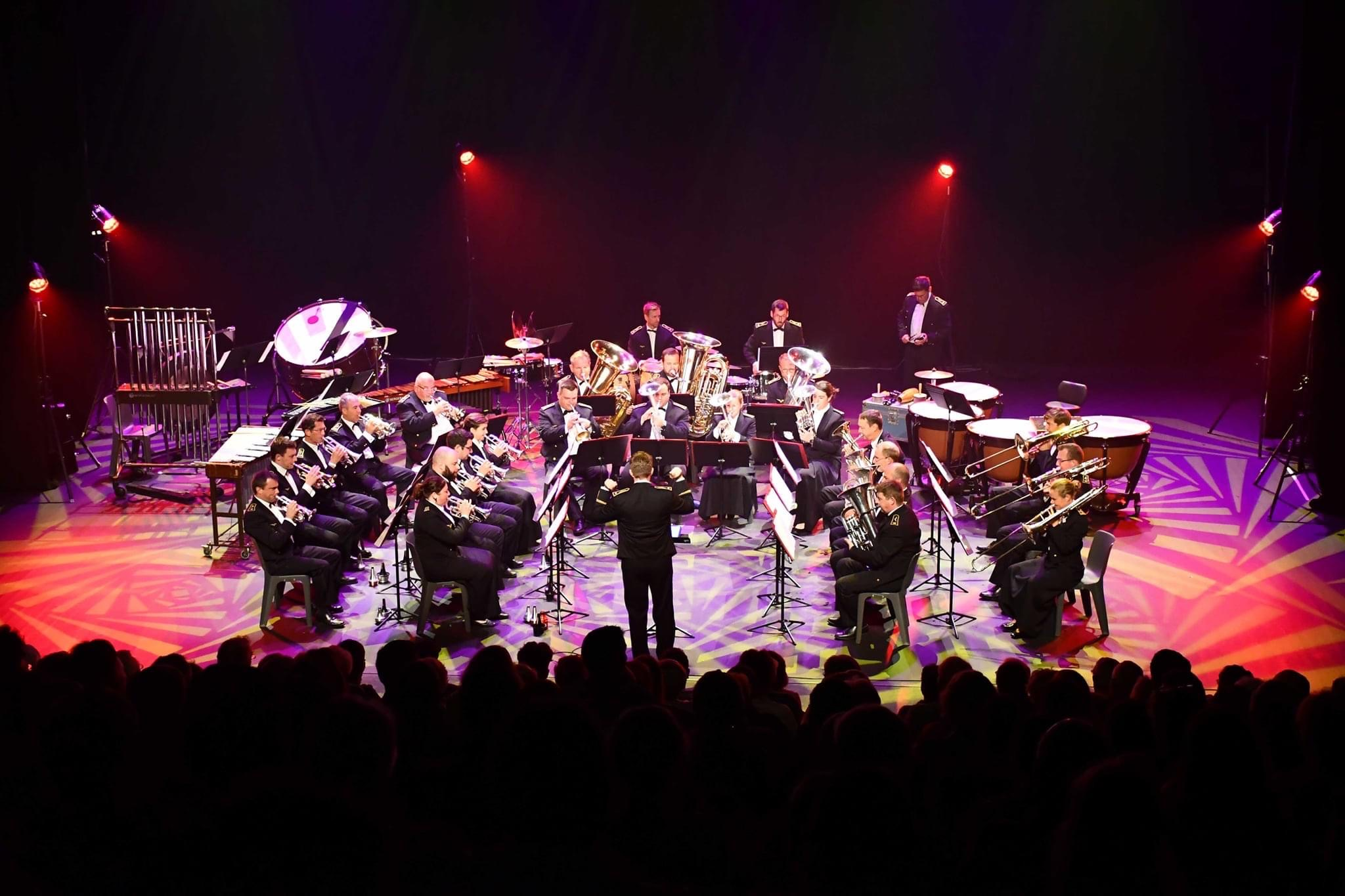
Brass band de la Musique de l'Air sous la direction du capitaine Laurent Douvre au festival du son des Cuivres à Mamers

Créé en 2002, l’orchestre de cuivres (brass band) a remplacé la batterie-fanfare. Il est constitué d'une trentaine de musiciens professionnels  maitrisant la pratique des instruments de la famille des cuivres (cornets, bugles, saxhorn alto, saxhorn baryton, euphonium, trombones et tubas) et des percussions. Il aborde tous les répertoires et styles de musiques (œuvres classiques, musiques légères, compositions originales, etc.).
Il est actuellement sous la direction du Capitaine Laurent Douvre.

### Orchestre de jazz
Créé en 2005, l’orchestre de jazz (ou « big band ») de la Musique de l'Air forme un grand orchestre de jazz et dispose d'un répertoire original s’adressant à tous les publics, des néophytes aux plus avisés. En quelques années, ce big band est devenu un orchestre reconnu dans le monde du jazz, en France comme à l’étranger.
Il est dirigé jusqu'en 2020 par le compositeur, arrangeur, et pianiste Stan Laferrière,.
En 2011, il est constitué de 11 musiciens.

### Batterie fanfare
Les « Tambours de l'Air » disposent d'une grande réputation qui leur ont permis de faire de nombreux concerts à travers le monde. Cet ensemble exceptionnel, dont la virtuosité est la caractéristique principale, se fonde sur le respect de la tradition, et constitue une référence mondiale dans l'exécution des marches et batteries du Premier Empire, célèbres et réputées entre toutes.
Cette formation se basera sur un orchestre de cuivres naturels, spécificité française, avant de migrer vers des instruments chromatiques.
Cette formation a également effectué de nombreux enregistrements, notamment sous l'impulsion de Robert Goute.

### Autres Formations
D'autres formations peuvent être créées de manière ponctuelle pour des prestations essentiellement militaires comme le quintette à vent, le quintette de cuivres et le quatuor de saxophones.

## Chefs de musique
- (1936-1940) : Commandant Claude Laty
- (1940-1942) : Lieutenant Roger Fayeulle
- (1942-1955) : Capitaine Robert Clerisse
- (1955-1962) : Capitaine Paul Liesenfelt
- (1962-1970) : Commandant Jean Gallet
- (1970-1981) : Lieutenant-Colonel Jacques Devogel[12]
- (1980-1986) : Lieutenant-colonel Albert Fasce
- (1986-1996) : Lieutenant-colonel François-Xavier Bailleul
- (1997) : Lieutenant-colonel Juan Rodriguez
- (1998-2005) : Lieutenant-colonel Thierry Rose
- Depuis 2005 : Colonel Claude Kesmaecker[3]

## Chefs-adjoints
- (1938-1940) : Roger Fayeulle
- (1944-1955) : Pierre-Marie Liesenfeld
- (1956-1970) : Jacques Devogel
- (1970-1975) : Albert Imbert
- (1975-1980) : Jean-Michel Ballada
- (1980-1992) : René Castelain
- (1992-1995) : Claude Kesmaecker
- (1996-1998) : Thierry Rose
- (1999-2007) : Jean-Pierre Revoil
- (2009-2014) : René Wartelle
- (2014-2020) : Stanislas Julien-Laferriere
- (2018-2024) : Didier Descamps
- Depuis 2021 : Laurent Douvre

## Tambour-major
- (1937-1950) Maurice Bonnard
- (1950-1969) Robert Goute
- (1969-1973) Henri Fouraux
- (1973-1997) Gilbert Laverdure
- (1997-2002) Christian Gondot
- (2004-2006) Jacky Bonnard
- (2006-2018) Patrice Caraty
- (2009-2018) Régis Demougeot
- (2019-2023) Franck Rochut
- (2023) Jean-Michel Gatta

## Enregistrements (sélection)
- La marche des légionnaires; Gloire aux ailes de France : hymne à l'aviation par la Musique de l'Air, harmonie sous la direction du capitaine Laty ; Toscani (chant acc. chœurs) (disque 78 tours, Paris : Pathé, 1936) (BNF 37963677)
- Sidi-Brahim : pas redoublé, hymne des chasseurs ; le Tram : pas redoublé avec tambours et clairons par  la Musique de l'Air, Robert Clerisse (direction) (disque 45 tours, France : Odéon, DL1957) (BNF 38077658)
- Divertissement par la Musique de l'air de Paris, direction : Lieutenant-Colonel Jacques Devogel - Capitaine Jean-Michel Ballada (Corelia CC 78079...)[13]:
  - 1 Marche militaire (Schubert)
  - 2 Czardas (Monti)
  - 3 Danse hongroise 1 (Brahms)
  - 4 Marche de Radetzky (Strauss)
  - 5 Mouvement perpétuel (Paganini)
  - 6 Tritsch-Tratsch Polka (Strauss)
  - 7 La chasse (Strauss)
  - 8 Chanson espagnole (Delibes)
  - 9 Marche turque (Mozart)
  - 10 La danza (Rossini)
  - 11 Galop de « La Joconde » (Ponchielli)
  - 12 Tonnerres et éclairs (J. Strauss)
- Rythmiques par Les Tambours de la Musique de l'Air de Paris, Michel Mathieu (direction) (disque compact, Chalo-Saint-Mars : Corelia, 1991) (BNF 38201656)
- Batterie-fanfare no 2, batterie-fanfare de Musique de l’air dir. Robert Goute, (45 tours, Decca 450 988):
  - Défilé fédéral (Pacteau),
  - Tango martial (Devo).
- Variétés en fanfare no 4, batterie-fanfare de Musique de l’air dir. Robert Goute, (Unidisc EX 45 165 M):
  - Il était une bergère (Devo),
  - Troïka (Devo),
  - Conguita (Luypaerts).
- « Tribute to James Reese Europe », huit pièces de James Reese Europe, jouées à leur manière par le Spirit of Chicago et par la Formation Jazz de l’Armée de l’Air, (CD, Hot Club Jazz’Iroise, Frémeaux & Associés, 2017)[14].
- « Les Musiques de films de l'Aviation et de l'Espace », dix-huit morceaux issus des grands films aéronautiques (Top Gun, L'As des As, L'Étoffe des héros...), réinterprétés et jouées par l'Orchestre d'harmonie, (Double CD, Armée de l'Air et de l'Espace, 2022)[15].